# 8e régiment d'infanterie provisoire
Pour les articles homonymes, voir 8e régiment.
Le 8e régiment d'infanterie provisoire est un régiment d'infanterie français créé en 1871 devenu en 1872 le 108e régiment d'infanterie de ligne.

## Création et différentes dénominations
- 13 avril 1871 : création du 8e régiment d'infanterie provisoire
- 8 août 1872 : prend la dénomination de 108e régiment d'infanterie

## Colonel
- Avril 1871 :  lieutenant-colonel Louis
- septembre 1871 : Jean Pierre Martial Ritter[1]

## Historique des garnisons, combats et batailles

### Création
L'armistice avec l'Allemagne, avait été signé le 28 janvier 1871. Le 8 avril, conformément à l'instruction ministérielle du 27 mars 1871, le général Clinchant, organise plusieurs divisions, avec les prisonniers rentrant d'Allemagne.
Le 8e régiment d'infanterie provisoire, est formé, d'abord au camp de Sartorville près de Cherbourg en avril 1871, à 3 bataillons de 6 compagnies fort de 2 400 hommes et achevé à Cambrai au moi de mai suivant.
A cette époque, la Commune de Paris était vaincue, mais les mouvements insurrectionnels des tribus algériennes exigeaient l'envoi de troupes dans la colonie.

### Campagne d'Algérie
Le 8e régiment d'infanterie provisoire s'embarque à Toulon le 21 juin 1871 et débarque à Stora, dans la province de Constantine, le 23 juin 1871. Le 26 juin, il arrive à Constantine, et est aussitôt désigné pour faire partie d'une colonne devant opérer entre Sétif et Bougie, sous le commandement du colonel Bonvallet, commandant la subdivision de Sétif.

Le 6 juillet 1871, la colonne se retrouve encerclée par divers contingents Kabyles dans la vallée de l'Oued Amour. Grâce à des dispositions de marche habiles, conçues par le lieutenant-colonel Louis, ils purent contenir l'ennemi et lui infliger des pertes considérables.

Les jours suivants, la colonne se dirige vers la petite Kabylie, traverse Sétif, puis rétrograda à Mila. Le 1er août, elle passe sous les ordres du général Le Poitevin de la Croix, chargé de pacifier la Kabylie orientale. Le 8e provisoire prend alors part à toutes les opérations, et assiste aux combats livrés le 9 août contre les Zouargha, et le 14 contre les Beni-Ourtia.

Le colonel Ritter, récemment appelé au commandement du régiment, le rejoignit le 4 septembre au camp de Chekfa. 
 
Le 11 octobre, la colonne Lacroix disperse les derniers contingents de la contrée, puis descendant vers le sud, elle traverse le Hodna, arrive le 15 novembre à Bou Saâda et le
9 décembre à Biskra. Elle entre alors dans le Sahara, et occupe Touggourt.

Le 5 janvier 1872 il arrive à Ouargla, point extrême des possessions françaises. Après une excursion dans le Souf, le 8e reçoit l'ordre de regagner Bône et de là, d'aller tenir garnison à Alger. 

A son départ, le général de Lacroix témoigna dans un ordre du jour, de la manière la plus élogieuse, des services rendus par le 8e provisoire pendant les huit mois qu'avait duré la colonne.
Le 8 août 1872, un décret donne au 8e régiment provisoire le titre de 108e régiment d'infanterie. 

Pendant cette même année 1872, et les années 1873 et 1874, le régiment occupe successivement, par fractions détachées, Alger, Oran, Dellys, Palestro, Tizi Ouzou, Draâ El Mizan, Miliana et Theniet El Had.